# 6507-es mellékút (Magyarország)
A 6507-es számú mellékút egy közel húsz kilométer hosszú, négy számjegyű mellékút Tolna vármegye és Somogy vármegye határvidékén. Igal települést köti össze a 61-es főúttal, feltárva közben az útjába eső kisebb településeket is.

## Nyomvonala
A 61-es főútból ágazik ki, annak 75+450-es kilométerszelvénye előtt, a Tolna vármegyei Kocsola belterületének nyugati szélén. Az ellenkező irányban ugyanott ágazik ki a 65 353-as út, ez vezet be Kocsola központjába. Alig 250 méter megtétele után az út átlép Szakcs területére, a település keleti szélét 4,3 kilométer után éri el, ott Széchenyi utca a neve. Keresztülhalad a településen, ahol a központot elhagyva a Dózsa György utca nevet veszi fel, így lép ki a községből a hatodik kilométere előtt kevéssel, ezúttal délnyugati irányban.
8,6 kilométer után éri el Lápafő határát. Egy rövid szakaszon még Szakcs és Lápafő határvonalát kíséri, nyugat felé haladva, majd – még a kilencedik kilométere előtt – teljesen lápafői területre ér. A tizedik kilométerénél éri el Lápafő belterületét, ahol a Béke utca nevet veszi fel, majd a község nyugati részében egy elágazáshoz ér. Dél felől a 6517-es út torkollik bele, 17 kilométer megtétele után, Kapospula felől, a 6507-es út pedig észak felé folytatódik és így lép ki a faluból. A 11. kilométere táján újra nyugatnak fordul és egy újabb elágazáshoz ér: itt a 65 155-ös út ágazik ki belőle észak felé, Várong községbe. 11,5 kilométer után az út maga is várongi területre ér, de lakott területekkel itt nemigen találkozik.
Majdnem pontosan egy kilométer után Somogy vármegyébe, Somogyszil területére lép át, ahol 14,8 kilométer után újabb elágazása következik, ismét észak felé: ezúttal a 65 117-es út ágazik ki belőle, a zsákfalunak tekinthető Gadácsra. 15,2 kilométer után lép be Somogyszil házai közé Rákóczi utca néven, majd a 16. kilométerénél ki is lép a község házai közül. 16,9 kilométer megtételét követően érkezik Igal területére, de lakott területeket itt sem érint. A 6503-as útba torkollva ér véget, annak 20+100-as kilométerszelvényénél.
Teljes hossza, az országos közutak térképes nyilvántartását szolgáló kira.gov.hu adatbázisa szerint 19,579 kilométer.

## Települések az út mentén
- Kocsola
- Szakcs
- Lápafő
- (Várong)
- Somogyszil
- Igal

## Története
1934-ben a kereskedelem- és közlekedésügyi miniszter 70 846/1934. számú rendelete a teljes mai hosszában harmadrendű főúttá nyilvánította, 623-as útszámozással. A döntés annak ellenére született meg, hogy (a rendelet alapján 1937-ben kiadott közlekedési térkép tanúsága szerint) Szakcs és Somogyszil közti szakasza akkor még kiépítetlen volt.